# اچ‌ام‌اس کینگزمیل (کی۴۸۴)
اچ‌ام‌اس کینگزمیل (کی۴۸۴) (به انگلیسی: HMS Kingsmill (K484)) یک کشتی بود که طول آن ۲۸۹٫۵ فوت (۸۸٫۲ متر) بود. این کشتی در سال ۱۹۴۳ ساخته شد.